# Bašír Babadžanzade
Bašír Babadžanzade Darzí (* 9. srpna 1989 Bábol) je íránský zápasník – klasik.

## Sportovní kariéra
Zápasení se věnuje od 8 let. Specializuje se na řecko-římský styl. V íránské mužské reprezentaci se prosazuje od roku 2011 ve váze do 120 (130) kg. V roce 2012 startoval na olympijských hrách v Londýně, kde vypadl ve čtvrtfinále se Švédem Johanem Eurénem 0:2 na sety. V roce 2016 se kvalifikoval na olympijské hry v Riu, kde podobně jako v Londýně před čtyřmi lety vypadl ve čtvrtfinále s Němcem Eduardem Poppem 1:3 na technické body.

## Výsledky
| Turnaj            | 2007 | 2008 | 2009 | 2010 | 2011 | 2012 | 2013 | 2014 | 2015 | 2016 |
| Turnaj            | 18   | 19   | 20   | 21   | 22   | 23   | 24   | 25   | 26   | 27   |
| Turnaj            | -120 | -120 | -120 | -120 | -120 | -120 | -120 | -130 | -130 | -130 |
| ----------------- | ---- | ---- | ---- | ---- | ---- | ---- | ---- | ---- | ---- | ---- |
| Olympijské hry    |      | —    |      |      |      | úč.  |      |      |      | úč.  |
| Mistrovství světa | —    |      | —    | —    | 3.   |      | —    | —    | —    |      |
| Asijské hry       |      |      |      | —    |      |      |      | 3.   |      |      |
| Mistrovství Asie  | —    | —    | —    | —    | 1.   | —    | úč.  | —    | 3.   | —    |
| Mistrovství Asie  | úč.  | 2.   | 3.   |      |      |      |      |      |      |      |